# Bataille de Berstheim
Première Coalition
Batailles
En 1793, Berstheim, un village d'Alsace, à l'époque village du bailliage de Haguenau, est le théâtre d'une bataille entre les Républicains, les troupes des émigrés de Condé et les Autrichiens.  
L'histoire retient que le combat de Berstheim du 2 décembre 1793 n'oppose que l'Armée de Condé (stricto sensu) à l'Armée Républicaine. 
Les Autrichiens n'ont pas, pour leur part, participé à ce combat. 

## Les armées en lice
Chateaubriand note que l'armée des émigrés est un assemblage confus d'hommes fait de vieillards, d'enfants, descendus de leurs pigeonniers, jargonnant normand, breton, picard, auvergnat, gascon, provençal, languedocien. Ce commentaire ne s'applique qu'à l'Armée des princes qui n'est pas impliquée dans la bataille de Berstheim.
C'est l'armée de Condé, composée de nombreux officiers et de soldats chevronnés provenant des anciennes armées royales françaises, qui a participé le 2 décembre 1793 au combat de Berstheim. Elle ne doit pas être confondue avec l'Armée des princes et elle fait bien meilleure figure, même si les marches et contre-marches n'ont guère permis de parfaire complètement l'instruction militaire des nouvelles recrues.

## Déroulement de la bataille
Le 13 octobre 1793, sous la poussée des troupes autrichiennes de Wurmser, les Républicains commandés par Desaix se retirent à Hochfelden, devant la Zorn. La division de Férino est en position sur la route d'Haguenau à Saverne ; la brigade Thévenot (sept bataillons et dix escadrons) au village de Mommenheim, celle du général Pierre-Viantaix, cinq bataillons et le 11e de cavalerie, à Schwindratzheim.
Les Autrichiens avaient aménagé sur la Moder une position défendue par un système de trente redoutes : ils comptaient y passer tranquillement leurs quartiers d'hiver. Mais le 1er décembre, Pichegru, un ancien sergent de l'armée royale, est nommé à la tête de l'armée du Rhin. Le 1er décembre 1793, il fait progresser la brigade du général Pierre-Viantaix jusqu'à Minversheim, pour attaquer la Légion de Mirabeau et un détachement autrichien d'Hohenlohe dans leurs retranchements de Berstheim.
Le lendemain, 2 décembre 1793, l'adjudant-général (colonel) Gouvion Saint-Cyr est chargé d'attaquer le village, protégé par des redoutes et occupé par la Légion  de Mirabeau. Pour tout effectif, il ne dispose que de deux bataillons, du 11e de cavalerie et de six canons. Il fait avancer ses troupes déployées en tirailleurs puis regroupées en colonnes, retranche ses assaillants dans les jardins devant le village. Mais en face, en arrière du village, se tient postée, en position de contre-attaque, l'infanterie des Princes de Condé, où combattent le père, Condé, le fils, le prince de Bourbon et le petit-fils, le duc d'Enghien. Elle entre dans le village sur quatre colonnes, et le reprend  à la pointe des baïonnettes ; en même temps, sa cavalerie qui l'a dépassée sur la droite, affronte la cavalerie républicaine, la bat, s'empare de sept canons, et met hors de combat environ 200 hommes. 
« Ce nom a acquis en Europe une sorte de célébrité ; car les émigrés et les historiens qui, depuis le retour des Bourbons en France, ont écrit les campagnes du corps de Condé, ont tant prôné les affaires de Berstheim, et en ont tellement exagéré l'importance, que beaucoup de personnes  se sont imaginé qu'il s'agissait, non de combats entre de simples brigades de 4 à 5 000 hommes chacune, mais d'une vraie bataille ayant duré plusieurs jours ».

## Témoignage direct d'un combattant de l'armée de Condé

### Combat de Berstheim du 2 décembre 1793
Mais bientôt, loin de se disperser, les tirailleurs ennemis, formés sur trois colonnes, marchent sur le village de Berstheim en battant la charge, ayant une colonne de cavalerie sur leur flanc gauche: le prince de Condé aussitôt vient se mettre à notre tête et nous marchons pour défendre le village. Nous entendons les balles siffler… Le canon tonnait de toutes parts, les obus éclataient au milieu de nous et l'artillerie patriote s'avançait toujours. Les tirailleurs commençaient à entourer le village dans lequel était déjà la tête d'un bataillon patriote dont tous entendaient les cris de  "Vive la Nation".
Le prince, aussitôt, fait arrêter notre colonne, hésite un instant à nous faire aller en avant, mais voit le désir que nous en avons et la colonne se met en mouvement. Sans tirer un coup de fusil, nous marchons, la baïonnette en avant, essuyant les décharges des pelotons qui commençaient à se déployer, et sans leur donner le temps de finir leur déploiement, nous les enfonçons aux cris de " Vive le roi" .
La confusion se met parmi eux, la terreur y succède bientôt. Au même instant, tous les rangs sont rompus et tout en criant "Vive la Nation", les uns jettent leur sac, d'autres leur fusil, l'artillerie abandonne ses pièces, une déroute totale se met dans les bataillons et chacun dans la débâcle se sauve comme il peut.
Pendant ce temps, le duc de Bourbon à la tête de la cavalerie noble et le duc d'Enghien à la tête des chevaliers de la couronne chargeaient la cavalerie patriote qui, pour protéger leur infanterie, était venue se déployer en avant du village de Batzendorf. L'aile droite fit d'abord bonne contenance et se battit avec beaucoup d'acharnement, mais l'aile gauche prit la fuite avant même d'en venir aux mains. La droite ne tarda pas à le suivre et la déroute fut telle que la cavalerie et l'infanterie se retiraient pêle-mêle jusqu'au moment où, ayant regagné la crête de la montagne, ils se virent protégés par une nombreuse artillerie.
Carnets de campagne manuscrits du comte de Signier, chef de section d'un régiment noble à pied de l'Armée de Condé.

### Lettre du comte d'Artois au prince de Condé
Avec quel intérêt, avec quelle joie mélée de douleur, j'ai lu, mon cher cousin, les détails des journées des 1er et 2 décembre. La noblesse française est trop connue de nous deux pour que rien ne puisse ajouter à sa juste renommée, mais elle se couvre d'une nouvelle gloire dans vos armées et j'en jouis pour vous autant que pour elle.
Dites de ma part à vos intrépides compagnons d'armes que si l'honneur ne m'appelait point ailleurs et que si mon devoir pénible mais nécessaire ne me retenait pas ici, rien ne pourrait me consoler de n'avoir pas partagé avec eux les dangers de cette mémorable journée et de n'avoir pas vu couler mon sang avec celui de votre excellent fils…
Hamm, le 8 décembre 1793. Charles-Philippe, comte d'Artois.
(Lettre lue à l'armée de Condé le 12 décembre 1793, transcrite dans les carnets manuscrits de Signier).

## Épilogue
Le 9 décembre 1793, les troupes républicaines, à la tête desquelles Gouvion Saint-Cyr a remplacé le général Pierre-Vantais, montent à l'assaut simultanément de Keffendorf et de Berstheim. Les troupes soldées de l'armée émigrée ne combattent que mollement. La cavalerie de Condé ne peut couvrir la retraite, face au 11e de cavalerie républicain qui débouche de Hochstett, et les troupes autrichiennes et celles des émigrés se retrouvent sur la ligne de la Moder.
Ce n'est pas la reprise de Berstheim, mais l'arrivée de l'armée de Lorraine commandée par Hoche et la bataille de Frœschwiller le 22 décembre 1793 qui aboutirent à la reprise de l'Alsace.
Mais le village est en ruines : sur soixante maisons, il n'en reste que quatre debout. L'église, le presbytère, le corps de garde et l'école sont dévastés.